# ウルフ・オブ・ウォー ネイビー・シールズ傭兵部隊 vs PLA特殊部隊
『ウルフ・オブ・ウォー ネイビー・シールズ傭兵部隊 vs PLA特殊部隊 』(原題：战狼)はウー・ジン監督・主演による2015年制作の中国のアクション映画。2017年には続編の『戦狼 ウルフ・オブ・ウォー』も公開された。

## ストーリー
優秀だが命令違反を繰り返したびたび懲罰房に入れられる中国軍の狙撃手、レン・フェンは麻薬王ミンの弟が仕切る麻薬工場の襲撃作戦でミンの弟を射殺することには成功するがまたもや命令違反を犯す。一方、ミンのアジトにも中国軍と警察は踏み込もうとするがミンが雇った元ネイビー・シールズのトム・キャット率いるアメリカ人傭兵団によって阻まれ、皆殺しにされてしまう。
放逐されかけたレンは女子将校シャオユンの判断で特殊部隊『戦狼』に配属される。『戦狼』は大規模な軍事演習に参加し、レンはそこでも元上官である相手の指揮官を倒すなど活躍するが、演習途中に突然トム・キャット率いる傭兵団がレイの分隊を襲撃。演習用の装備で碌な応戦もできず、仲間が一人殺害されてしまう。ミンは生物兵器密輸の囮と弟を殺されたことへの復讐も兼ねて、トム・キャットらにレンを襲わせたのである。援軍の到着で辛くも生き延びたレンは仲間の敵を討つべく、傭兵部隊殲滅作戦に参加。演習場を舞台に死闘を繰り広げることになる。

## キャスト
| 役名                 | 俳優                     | 日本語吹替 |
| -------------------- | ------------------------ | ---------- |
| レン・フェン         | ウー・ジン               | 丸山壮史   |
| トム・キャット       | スコット・アドキンス     | 斎藤寛仁   |
| ロン・シャオユン隊長 | ユー・ナン               |            |
| ミン・トン           | ニー・ターホン           |            |
| ウー・ジー           | シュウ・シャオオー       |            |
| ユイ・フェイ分隊長   | リウ・テングァン         |            |
| シー・チンソン大佐   | シー・ジャオチ           | 向井修     |
| シー・サンバ         | ワン・セン               |            |
| クレイジー・ブル     | ケヴィン・リー           |            |
| アサシン             | サミュエル・シビエージ   |            |
| カウボーイ           | クリストファー・コリンズ |            |
| ドライバー           | ソナ・イヤンベ           |            |
| モンキー             | カイル・シャピロ         |            |

## 受賞
- 上海国際映画祭特別賞
- 百花奨優秀作品賞[3]
- 華表奨優秀作品賞[4]
- 華鼎奨最優秀脚本賞、最優秀監督賞[5]

## 影響
中国の高圧的な外交姿勢はこの映画になぞらえて「戦狼外交」と呼ばれている。